# Kim Pyong-sik
 (mars 2011).
Si vous disposez d'ouvrages ou d'articles de référence ou si vous connaissez des sites web de qualité traitant du thème abordé ici, merci de compléter l'article en donnant les références utiles à sa vérifiabilité et en les liant à la section « Notes et références ».
Kim Pyong-sik (Hangeul: 김병식, Hanja: 金炳植) (10 février 1919 - 21 juillet 1999) était un homme politique nord-coréenne né dans le Cholla du Sud.
Kim Pyong-sik a travaillé pour l'Union des étudiants coréens au Japon et à l'Agence centrale de presse nord-coréenne. Après la création de l'Association générale des Coréens résidant au Japon (Chongryon, organisation pro-communiste) en 1955, il a occupé des fonctions importantes au sein de cette organisation. Plus tard, il retourna en Corée du Nord et rejoignit le Parti social-démocrate, un parti devenu pro-communiste sous Choi Yong-kun qui interagit avec le Parti du travail de Corée, le parti communiste. Kim Pyong-sik fut membre du Présidium du Comité central du Parti social-démocrate et devint plus tard son président. Après sa démission en tant que président, il a continué à travailler en tant que conseiller du Comité central du Parti social-démocrate et eut de l'influence sur le parti.
Kim Pyong-sik a également été vice-président du Comité permanent de l'Assemblée populaire suprême (parlement).
De 1994 jusqu'en 1998, il était vice-président de la Corée du Nord.